# Random Coil
Der Begriff Random Coil bezeichnet ein Protein oder -teilstück, das keine erkennbare Sekundärstruktur aufweist. Er stammt aus dem Englischen und wird in der deutschsprachigen wissenschaftlichen Literatur nicht übersetzt, sondern im englischen Original verwendet: random = ‚beliebig‘, ‚zufällig‘ und coil = ‚Knäuel‘, ‚Spirale‘, ‚Windung‘.

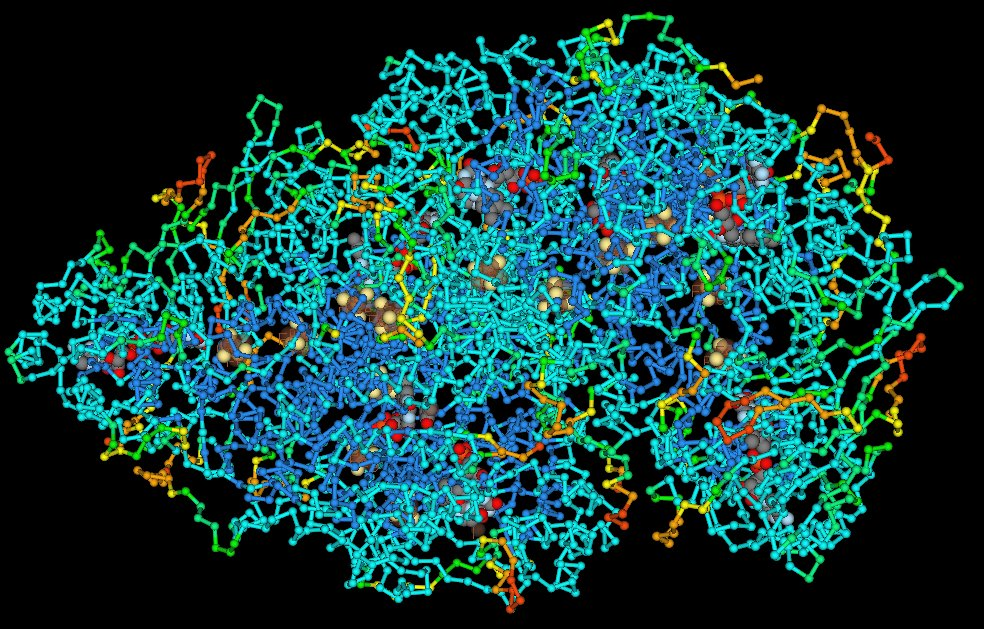
Random Coil

Random-Coil-Strukturen mögen für Betrachter, im Gegensatz zu den Sekundärstrukturen α-Helices oder β-Faltblättern, ‚beliebig‘ angeordnet aussehen. Sie sind für die Proteinstruktur, und damit die Proteinfunktion, aber genauso wichtig wie die regelmäßig angeordneten Formen der Primärstruktur.
Sie ermöglichen unter anderem Rückwärtsbiegungen der Primärstruktur und erlauben dadurch die Ausbildung von sehr kompakten Proteinstrukturen. Random-Coil-Strukturen spielen so an den Außenseiten von Membranproteinen eine wichtige Rolle. Ferner agieren sie als ‚Scharniere‘, die es Proteinuntereinheiten, beispielsweise in Transportproteinen oder Enzymen, ermöglichen, sich gegeneinander zu verschieben.
Die Knäuel sind häufig nicht kugelförmig, sondern recht unregelmäßig gestaltet und können Bereiche enthalten, die nicht geknäuelt sind. Stabile Bindungen innerhalb Random-Coil-Strukturen sind die Peptidbindungen der Primärstruktur, das heißt der Aminosäurekette (Primärstruktur). Ionenbindungen, Wasserstoffbrücken, Dipol-Dipol- und Van-der-Waals-Kräfte sind prinzipiell zwischen Aminosäurenresten eines Proteins ebenfalls zur Stabilisierung von Random-Coil-Strukturen möglich. Tatsächlich sind sie entscheidend für die Anordnung innerhalb dieser Struktur mitverantwortlich.
Die Aminosäure Prolin trägt häufig zur Ausbildung von Random-Coil-Strukturen bei, weil ihr ringförmiger Aufbau nicht in eine normal geformte α-Helix oder ein β-Faltblatt passt (‚Strukturbrecher‘, ‚Helixbrecher‘). Prolin muss aber nicht immer automatisch ein Helixbrecher sein. Es sind z. B. im Kollagen oder pflanzlichen Strukturproteinen Sekundärstrukturen bekannt, die fast ausschließlich aus Prolin bestehen und als Polyprolin-II-Helix bezeichnet werden.  Die Denaturierung von Proteinen, beispielsweise durch Hitze, führt zur "Entfaltung" der vorhandenen Sekundärstrukturen und wandelt diese vollständig in Random-Coils um. Die Primärstruktur, also die Aminosäuresequenz, bleibt dabei erhalten. Ein gängiges Beispiel hierfür ist das Kochen eines Eies.